# Jesper Odelberg

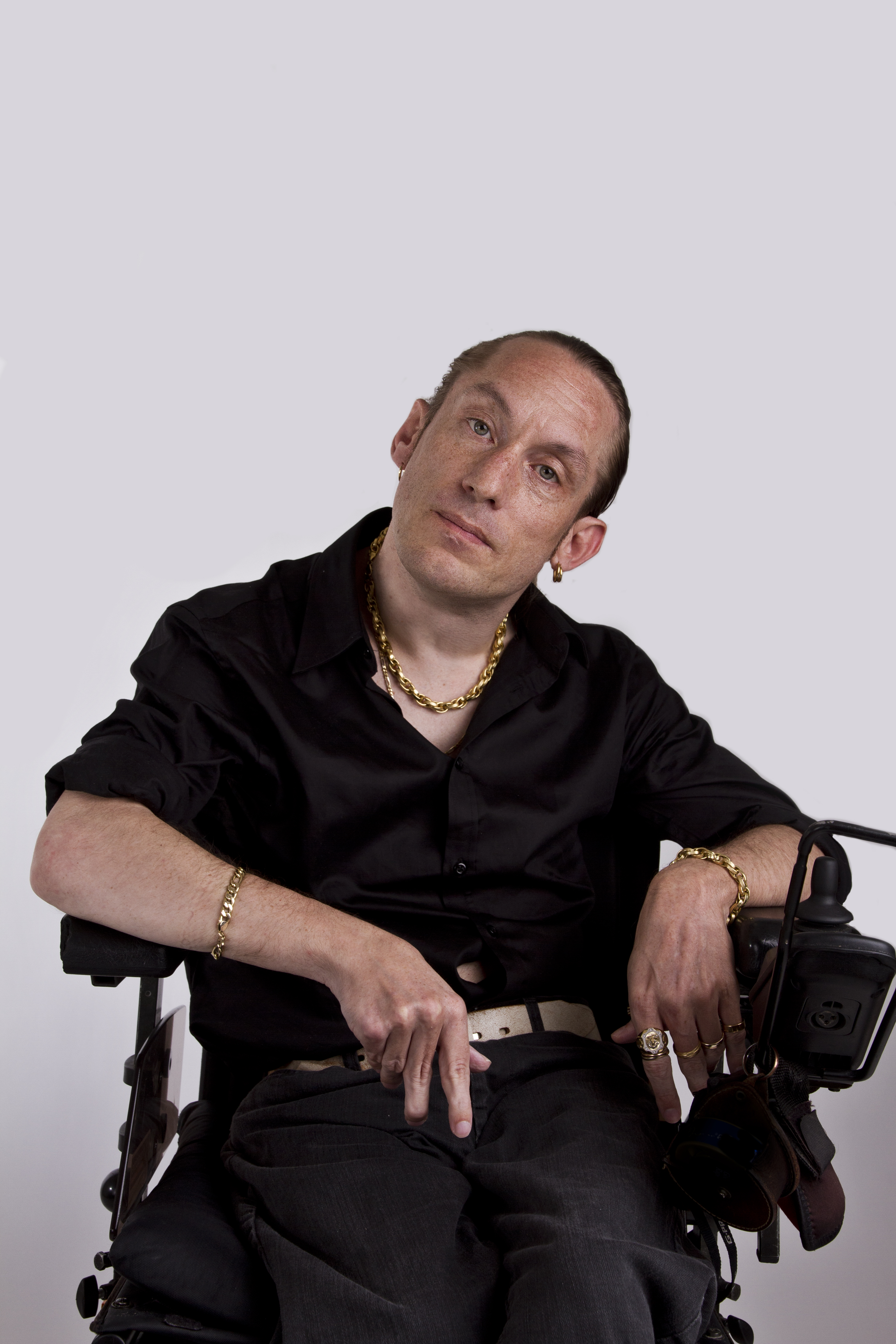
Jesper Odelberg

Jesper Odelberg (geb. 23. Juli 1970) ist ein schwedischer Standup-Comedian, Musiker und Politiker (Vänsterpartiet) mit Cerebralparese. Er gründete die Boyband Boys on Wheels und übte verschiedene Berufe aus. In Norwegen trat er in dem Satireprogramm Rikets Røst („Stimme des Reiches“) im Sender TV 2 auf und wurde für seine Aufführungen als Sänger bekannt. Das norwegische Humorprogramm Rikets Røst mit dem Komiker Otto Jespersen half seiner Meinung nach dabei, Behinderung auf andere Weise zu betrachten. Jesper Odelberg ist der Zwillingsbruder des Songwriters und Künstlers Joakim Odelberg.